# Cassidy-Gletscher
Der Cassidy-Gletscher ist ein rund 11 km langer und 3 km breiter Gletscher im ostantarktischen Viktorialand. Er fließt in nordöstlicher Richtung zwischen dem Depot-Nunatak und dem nordwestlichen Ende der Quartermain Mountains in den oberen Abschnitt des Taylor-Gletschers.
Beschrieben wurde das Gebiet des Gletschers erstmals durch Teilnehmer der Discovery-Expedition (1901–1904) unter der Leitung des britischen Polarforschers Robert Falcon Scott. Das Advisory Committee on Antarctic Names benannte ihn im Jahr 1992 nach dem US-amerikanischen Geologen William A. Cassidy (1928–2020) vom Department of Geology and Planetary Science der University of Pittsburgh, der zwischen 1976 und 1990 in dreizehn Kampagnen des United States Antarctic Program Expeditionsmannschaften zur Sammlung antarktischer Meteorite in der Ross Dependency geleitet hatte.